# Miha Mevlja
Miha Mevlja (Ljubljana, 12 de junio de 1990) es un futbolista esloveno que juega de defensa y se encuentra sin equipo tras abandonar el F. C. Spartak de Moscú.

## Selección nacional
Mevlja es internacional con la selección de fútbol de Eslovenia con la que debutó el 5 de junio de 2016 frente a la selección de fútbol de Turquía.
Marcó su primer gol con la selección el 14 de noviembre de 2016 frente a la selección de fútbol de Polonia.

## Clubes
| Club                     | País      | Año       |
| ------------------------ | --------- | --------- |
| N. D. Gorica             | Eslovenia | 2009-2013 |
| N. K. Brda (cedido)      | Eslovenia | 2010      |
| F. C. Lausanne-Sport     | Suiza     | 2013-2014 |
| Bnei Sakhnin F. C.       | Israel    | 2014-2015 |
| F. C. Dinamo de Bucarest | Rumania   | 2015-2016 |
| F. C. Rostov             | Rusia     | 2016-2017 |
| Zenit de San Petersburgo | Rusia     | 2017-2019 |
| F. C. Rostov (cedido)    | Rusia     | 2019      |
| P. F. C. Sochi           | Rusia     | 2019-2021 |
| Alanyaspor               | Turquía   | 2021-2022 |
| F. C. Spartak de Moscú   | Rusia     | 2022-2023 |